# Ґанґа (індуїзм)
Ґанґа (Ganga, санскр. і гінді गंगा, Gaṅgā IAST, тай. คงคา, Khongkha) — індуїстська богиня, персоніфікація священної річки Ґанґа. Річка і богиня грають помітну роль в релігії та міфології індуїзму. Вона одночасно є символом материнства (через це епітет «Ґанґа-Ма» — «матір Ґанґа»), зв'язком між світами і засобом для очищення. Індуси вірять, що річка може знімати гріхи та допомагає спасінню. Часто ця дія асоціюється просто з купанням у річці у будь-який час, а також з зануренням у її води попелу померлих, для чого люди приїжджають до річки навіть з віддалених районів. На берегах річки знаходяться кілька священних для індусів ділянок, зокрема міста Харідвар, Аллахабад і Варанасі. Під час фестивалю Лой Кратхонґ в Таїланді відпускаються човни зі запаленими свічками із згадкою богині Ґанґи.
Річка та богиня згадуються в найдавніших індійських літературних творах, зокрема Ведах, Пуранах, Рамаяні і Махабхараті. З річкою пов'язана безліч легенд індуїзму. Ґанґа, за різними версіями, була персоніфікацією човна Брахми, її дочкою або дочкою Хімавана, правителя гір. На початку часів Ґанґа була виключно небесною річкою, недоступною на землі але пізніше була спущена на Землю, протікаючи зараз у всіх світах індуїстської космографії.

## Народження
В індуїстській міфології існує кілька варіантів народження Ґанґи. Згідно з одною з версій, священні води з камандалу Брахми були персоніфіковані в образі цієї богині.
Згідно з іншою (вайшнавітською) легендою, Брахма шанобливо вимив ноги Вішну і зібрав всю воду від миття в своєму священному камандалу, ця вода пізніше перетворилася на богиню.
За третім варіантом, про який розповідає Рамаяна, Ґанґа була дочкою Хімавана або Меру, володаря (або навіть втілення) Гімалаїв, і його дружини Мени; таким чином вона приходиться сестрою богині Парваті. Кожна з цих версій стверджує, що Ґанґа була піднята до Сварґи (небес) під опікою Брахми.
Згідно з Вішну-Пураною, Ґанґа вийшла з великого пальця лівої ноги Вішну. Дхурва, полярна зірка, прийняла дівчинку і тримала на голові, поки ріші-Плеяди здійснювали обмивання в її водах. Після цього Ґанґа обмила Місяць, що надало йому блиску. І вже після цього вона спустилася до Сварґи на вершині гори Меру, та стекла чотирма струмками на Землю, їх назви: Сіта, Алакнанда, Чіку і Бхадра. Південну, Алакнанду, Шива тримав на своїй голові сто небесних років, після чого пропустив її через своє волосся. З того часу Шива часто зображується з півмісяцем за голові, з якого витікає струмінь води. Через це Ґанґа розпадається на багато рукавів перед впадінням до океану, а Алакнанда є найсвятішим його витоком.

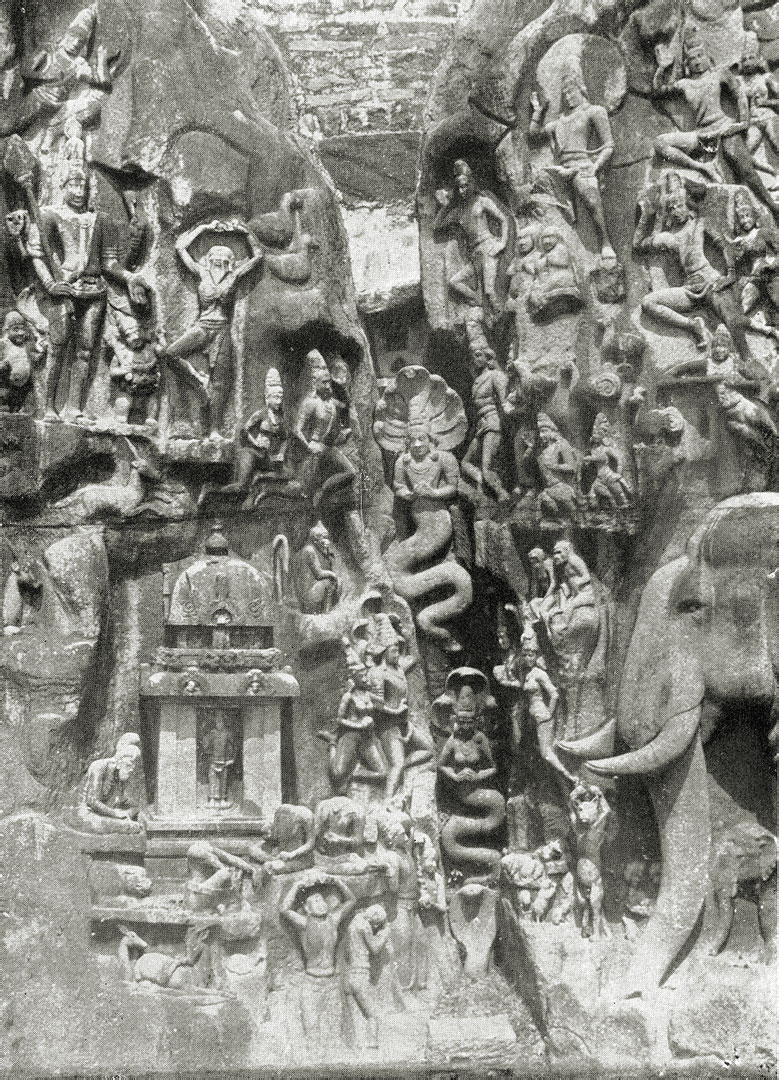
Молитва Бгаґіратхи, барельєф на одному з храмів Махабаліпурама.

## Спуск на Землю
Найвідомішою легендою, пов'язаною з Ґанґою, є легенда про Бгаґіратху (Бгаґіратха), викладена у Рамаяні та Бгаґавата-Пурані. Коли цар Саґар (Саґара), правитель однієї з великих індійських держав, здійснив Ашвамедгу, царський обряд жертвоприношення коня, кінь зник, можливо викрадений Індрою, а сини царя звинуватили в крадіжці мудреця і напівбога Капілу. Капіла, однак, знищив і прокляв принців, залишивши єдиним шансом на їх спасіння занурення їх попелу у води Ґанґи. За цю справу взявся новий правитель держави, Бгаґіратха. Він був змушений багато років здійснювати тапас Брахмі та Шиві, спочатку для того, щоб Брахма наказав Ґанзі спуститися, а потім, щоб Шива приборкав її буйний норов. Таким чином Бгаґіратхі вдалося здійснити завдання, а верхів'я річки отримали за його іменем назву Бгаґіратхі.
Інша легенда розповідає про те, що спустившись на землю, бурна річка знищила поля ріші Джахну. Дізнавшись про це, він розлютився і випив всі води Ґанґи. Боги були змушені просити Джахну звільнити її для здійснення своєї місії. Джахну звільнив річку через свої вуха, з того часу річка має альтернативну назву — Джахнаві — «дочка Джахну».
Також часто вважається, що річка пересохла в кінці Калі-Юґи, сучасної ери.

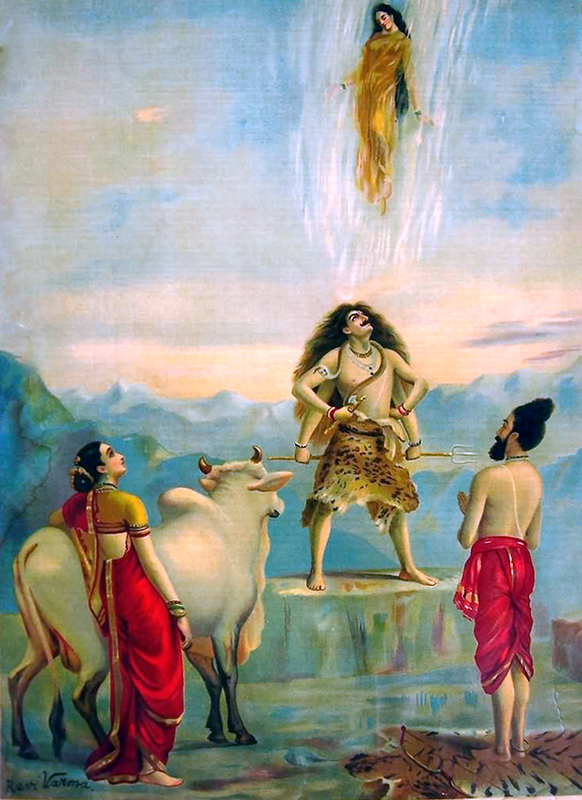
Спуск Ґанґи з неба, якого очікують Шива, Бгаґіратха, Парваті і бик Нанді.

## Інші легенди
Згідно зі Сканда-Пураною, Ґанґа була годувальницею Муруґана (Картікеї), сина Шиви і Парваті. Сканда-Пурана також розповідає, що образ Ґанеші Шива і Парваті створили зі своїх тілесних домішок, але він був наділений життям після занурення саме в священні води Ґанґи. Тому в Ґанеша, як свідчать древні рукописи, дві матері — Парваті і Ґанґа, через що його називаєть ще Дваматура (Dvaimātura) або Ґанґейя (Gāngeya) — син Ґанґи.

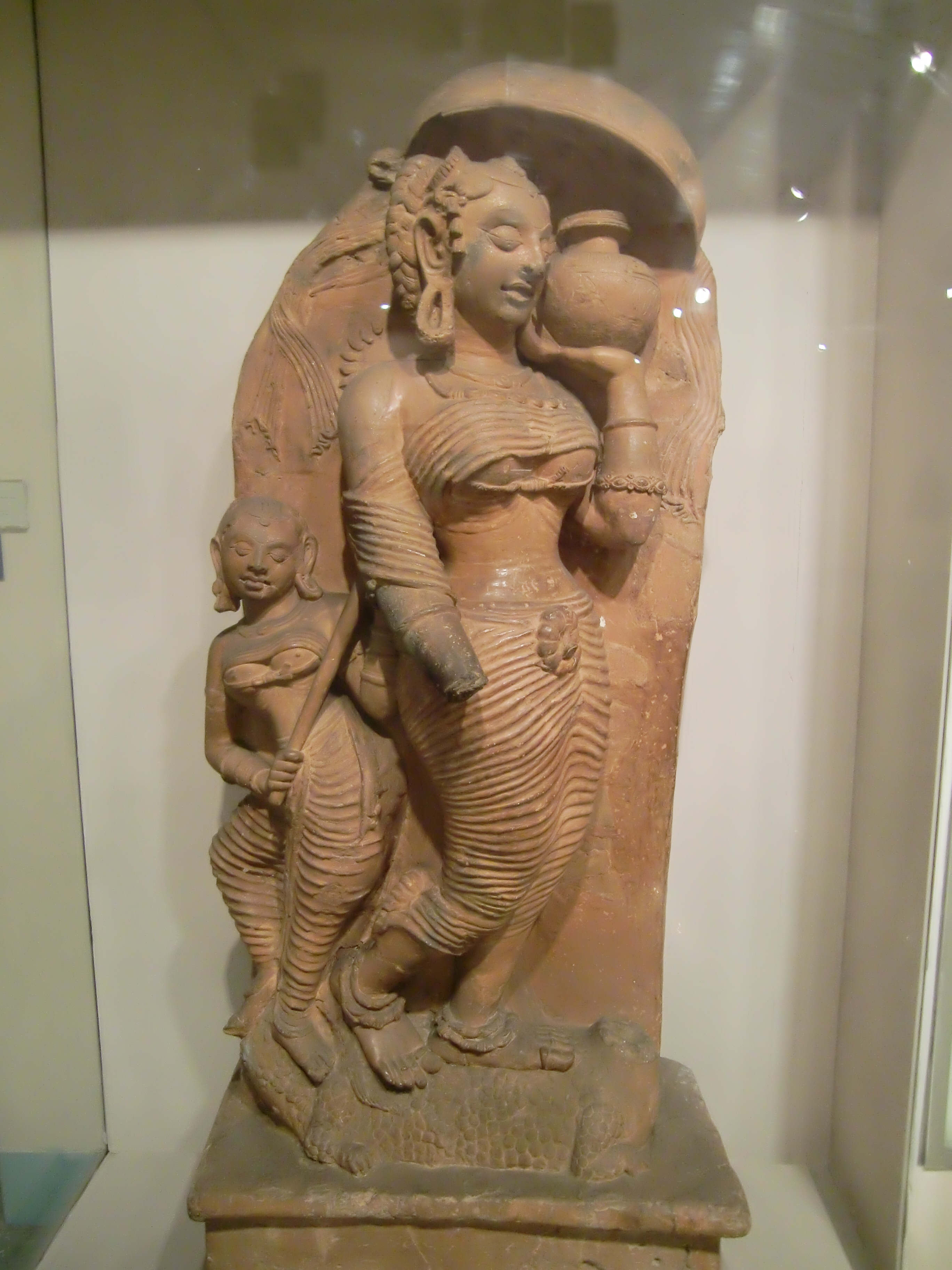
Скульптура Ґанґи в Національному музеї у Нью-Делі

В давньоіндійському епічному творі Махабхараті розповідається, що боги Васу, прокляті ріші Васіштою на смертне життя за спробу вкрасти священну корову, запросили Ґанґу стати їх матір'ю для повернення на небо. Ґанґа погодилася, і була змушена стати для цього дружиною царя Шантану, правителя Гастінапура. Вона перетворилася на вродливу жінку, яку Шантану побачив на берегах річки і запросив вийти за нього заміж. Вона погодилася, але з однією умовою: Шантану не буде задати будь-яких питань щодо її дій та проступків. Вони одружилися, і незабаром Ґанґа народила семеро (з восьми) Васу, яких вона одразу ж втопила, звільнивши від прокляття та надавши можливість переродитися на небі. Шантану не наважувався запитати, чому так сталося, через свою обіцянку, але не втримався, коли Ґанґа зібралася втопити восьму дитину, Д'яуса. Ґанґа спинилася й залишила дитину живою, виконуючи пророцтво, що саме Д'яус має понести покарання за всіх Васу. Так хлопчик, земне втілення Д'яуса, залишився у смертній формі та був прозваний Бхішмою, ставши одним з головних персонажів Махабхарати.

## Іконографія
За канонами індійського мистецтва, Ґанґа візуалізується як чуттєва і красива жінка, що несе переповнений дзбан в руці. Цей дзбан символізує ідею багатого життя і родючості, живлення і підтримки всесвіту.
Друга відмінна риса іконографії Ґанґи, це її верхова тварина, на якій вона часто їде. Це макара, гібридна істота з тілом крокодила і хвостом риби. Макара в індуїстські міфології відповідає зодіакальному сузір'ю Козерога в західній астрологічній інтерпретації.
Макара також є верховою твариною Варуни, ведичного бога вод, що вказує на ведичне коріння Ґанґи.
Досить часто Ґанґа зображується на вході до індуїстських храмів. Таке розташування походить коріннями у її небісне походження та постійну течію з небес на Землю, що робить її посередницею між цими світами. Таким чином і розташування на вході вказує на посередництво між світом богів та світом людини. Крім того, значення має й здатність Ґанґи до очищення, необхідного для спілкування смертних з богами. Часто разом з Ґанґою на протилежній стороні дверного проходу зображується і Ямуна, богиня річки Ямуни, притоки Гангу.

## Ресурси Інтернету
- The Life Of Ganga [Архівовано 18 вересня 2010 у Wayback Machine.] (англ.)
- Sacred Ganga [Архівовано 29 жовтня 2007 у Wayback Machine.] (англ.)
- Ganga Arati Video (відео) (англ.)
- Various Aspects Of Ganges [Архівовано 3 січня 2007 у Wayback Machine.] (англ.)
- The Mystic Ganga [Архівовано 17 серпня 2008 у Wayback Machine.] (англ.)